# 北マケドニアの民俗舞踊

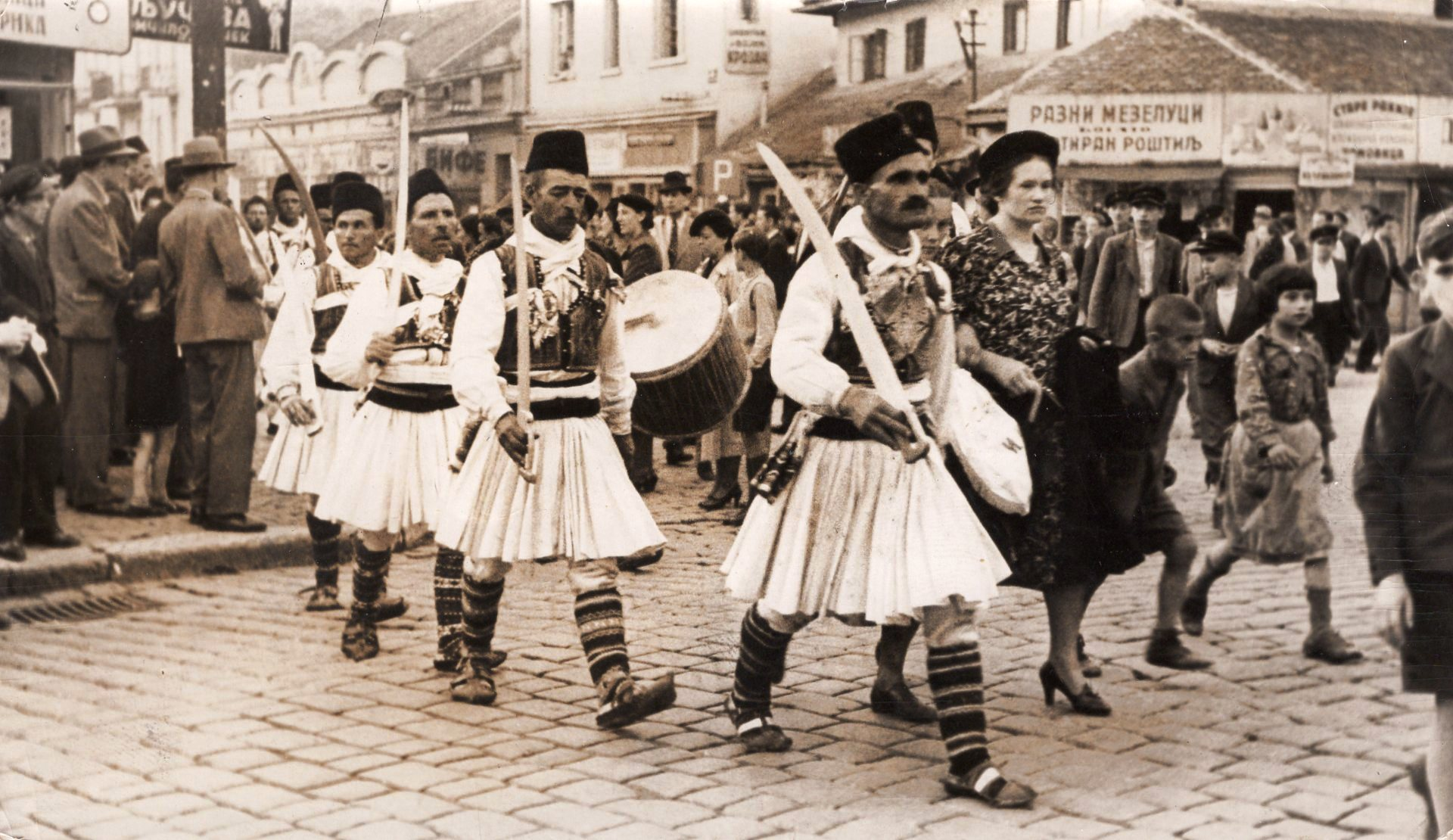
ペンテコステの祝い, スコピエにて, 1930年代

北マケドニアの民俗舞踊 (マケドニア語: Македонски ора, ラテン文字転写: Makedonski ora)は、マケドニアの民間伝承と音楽の伝統において重要な位置を占めている。周辺のギリシャ、ブルガリア、アルバニア、コソボ、セルビア各国の文化・民俗舞踊との関連性が高い。彼の地に由来するとされる踊りも多いが、ここでは基本的に現在の北マケドニア共和国の領土とされる地域における民俗舞踊に関する記述とする。以下では略してマケドニアの民俗舞踊と呼ぶ。

## 概要
マケドニアの民俗舞踊は、そのスタイル、振り付け、習慣に応じて、西地域、南西地域、南地域、北地域、東地域の5つの地域グループに分けることができる。
踊りは数多く、多様である。踊りの名前は、それぞれ、地名、個人の名前、工芸品の名称、動物の名前、楽器の名前、踊りの種類、踊りの手のつなぎ方、慣習の名前などに由来している。
踊りは、宗教上の祝祭日(クリスマス, 公現祭, 復活祭, ゲオルギオスの日, 昇天際, 聖ペテロと聖パウロの祝日) や祝日や結婚式で踊られ、通常は村の中心部、教会、学校、家の前等で踊られる。

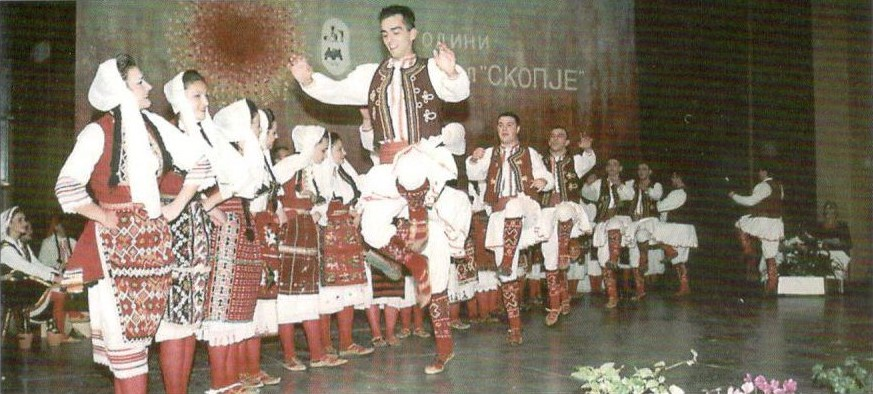
民俗舞踊のステージ風景。踊りはポトルチャノ

踊りの輪は開いているものも閉じているものもあり、手を肩の高さでつないだりや手を下におろしてつなぐ他に、肩を組んだり、ベルトを持って繋がって踊るものもある。基本的に皆が同じステップを踏むが、先頭と最後尾の踊り手はステップや動作を追加することもできる。踊りは通常は右に進むが、左へ戻る動作もみられる。
マケドニアには踊りの動作を反映して「（伝承は）膝から膝に伝えられる」(се пренесуваат од колено на колено)と表現がある。踊りの動作には、半回転、膝まづき、ジャンプ、ホップ、身体の振動、クロスステップ、サイドステップ、膝の動作など、多くの動作の種類がみられる。また、多くの踊りでリズムの変化があり、通常は遅い曲から速い曲へと変化する。
特に有名な踊りに、
- プラボト(マケドニア語: Правото)
- パイデュシュコト(マケドニア語: Пајдушкото)
- エレノ・モメ(マケドニア語: Елено моме)
- チュプルリカ(マケドニア語: Чупурлика)

などがあり、その他にもそれぞれの特定の地域で踊られる踊りもあり、その土地ごとにある多様な民俗衣装を身に付けてそれぞれ踊っている。

## 楽器と音楽

### 楽器
踊りには、以下の様な民俗楽器(マケドニア語: народни инструменти)を伴う。
- ガイダ（英語版、マケドニア語版）(マケドニア語: гајда)
- ズルナ（英語版、マケドニア語版）(マケドニア語: зурла)
- タパン（英語版、マケドニア語版）(マケドニア語: тапан)
- カヴァル（英語版、マケドニア語版）(マケドニア語: кавал)
- ダラブッカ（英語版、マケドニア語版）(マケドニア語: тарабука)
- リュート（英語版）(マケドニア語: ут 或いは Лејта)
- ダイレ（英語版、マケドニア語版）(マケドニア語: дајре)

都市部ではヴァイオリン、クラリネット、リュート、カーヌーン、ダイレといった編成のチャルジヤ(マケドニア語: Чалгија)の楽団が特徴的である。

### リズム
一般的なビートは、２/４、７/１６(3+2+2)、３/４、３/８、３/４、４/４、６/８、５/１６(2+3)、７/１６(2+2+3)、８/１６(2+2+3)、９/１６(3+2+2+2) 又は (2+3+2+2)、１１/１６(2+2+3+2+2) 又は (3+2+2+2+2)、１２/１６(3+2+2+2+3)、１３/１６(3+2+3+2+3)、１６/１６(2+2+3+2+2+2+3)、２５/１６(3+2+2+3+2+2+2+2+3+2+2)で、その他にも様々な種類のビートの踊りがある。

## 踊りの種類
以下は一例である。また、同じ名前でも地域ごとに踊りが異なったり、振り付けがなされて踊りが変化しているものもある。
なお、名前の末尾に「踊り」を意味する語 "オロ"(マケドニア語: оро, ラテン文字転写: oro)が続く場合と、その代わりに "-то" などの指示代名詞が接尾辞として付く場合があるが、同じ種類の踊りを指すことが多い。

### А
- アダナ (民俗舞踊)（英語版、マケドニア語版）(マケドニア語: Адана, ラテン文字転写: Adana)
- アラミスコ（マケドニア語版）(マケドニア語: Арамиско, ラテン文字転写: Aramisko)
- アルナウツコ(マケドニア語: Арнаутско, ラテン文字転写: Arnautsko)

### Б
- ババ・ジュルジャ（マケドニア語版）(マケドニア語: Баба Ѓурѓа, ラテン文字転写: Baba Gjurgja 或いは Baba Dzurdza)
- ババ・シット(マケドニア語: Баба Шит, ラテン文字転写: Baba Shit)
- バイラチェ（マケドニア語版）(マケドニア語: Бајраче, ラテン文字転写: Bajrače)
- ベランチェ（英語版、マケドニア語版）(マケドニア語: Беранче, ラテン文字転写: Beranče)：男性の踊り(マケドニア語: машко оро, ラテン文字転写: Maško Oro)
- ベロブカ（英語版、マケドニア語版）(マケドニア語: Беровка, ラテン文字転写: Berovka)
- ブコボの結婚式（の踊り）(マケドニア語: Буковско свадбарско, ラテン文字転写: Bukovsko Svadbarsko)
- ブフチャンスコ（英語版、マケドニア語版）(マケドニア語: Буфчанско 或いは Буфско, ラテン文字転写: Bufčansko)：ブヴチャンスコ(マケドニア語: Бувчанско, ラテン文字転写: Buvčansko)[3]と呼ばれる踊りも同じ種類の踊りである。

### В
- ヴェルゴシュコ(マケドニア語: Велгошко, ラテン文字転写: Velgoško)
- ヴレチェノト（英語版、マケドニア語版）(マケドニア語: Влеченото, ラテン文字転写: Vlečenoto)
- ヴォデンスコ(マケドニア語: Воденско, ラテン文字転写: Vodensko)
- ヴォダルキ(マケドニア語: Водарки , ラテン文字転写: Vodarki)

### Г
- ガイダルスコ・オロ（マケドニア語版）(マケドニア語: Гајдарско оро, ラテン文字転写: Gajdarsko Oro)
- グルヴォ・ネモ（英語版、マケドニア語版）(マケドニア語: Глуво-немо, ラテン文字転写: Gluvo-nemo)
- グルバッツ・オロ（マケドニア語版）(マケドニア語: Грбач оро, ラテン文字転写: Grbac Oro)

### Д
- ドラチェブカ（マケドニア語版）(マケドニア語: Драчевка, ラテン文字転写: Dračevka)

### Е
- エゲイスコ(マケドニア語: Егејско, ラテン文字転写: Egejsko)

### Ж
- ゼトバルカ(マケドニア語: Жетварка, ラテン文字転写: Žetvarka)

### З
- ザラモ（英語版）(マケドニア語: Зарамо, ラテン文字転写: Zaramo)
- ズボルスコト(マケドニア語: Зборското, ラテン文字転写: Zborskoto)

### И
- イブライム・オジャ・オロ（マケドニア語版）(マケドニア語: Ибраим оџа оро, ラテン文字転写: Ibraim Odža Oro)
- イヴァニツェ(マケドニア語: Иванице, ラテン文字転写: Ivanice)

### Ј
- イェニ・ヨル（マケドニア語版）(マケドニア語: Јени јол, ラテン文字転写: Jeni jol)

### К
- カバダルスカ（マケドニア語版）(マケドニア語: Кавадарка, ラテン文字転写: Kabadarska)
- カヴラキロヴスコ(マケドニア語: Кавракировско, ラテン文字転写: Kavrakirovsko)
- カライヂスコ（マケドニア語版）(マケドニア語: Калајџиско, ラテン文字転写: Kalajdžisko)
- カサプスコ(マケドニア語: Касапско, ラテン文字転写: Kasapsko)
- コミツコ(マケドニア語: Комитско, ラテン文字転写: Komitsko)
- コパチカ(マケドニア語: Копачка, ラテン文字転写: Kopačka)
- コスツルスコ(マケドニア語: Костурско, ラテン文字転写: Kostursko)
- クルステノ(マケドニア語: Крстено, ラテン文字転写: Krsteno)
- クルスタチカタ(マケドニア語: Крстачката, ラテン文字転写: Krstačkata)
- クルスタチコ・オロ（マケドニア語版）(マケドニア語: Крстачко оро, ラテン文字転写: Krstačko oro)

### Л
- レヴォト（マケドニア語版）(マケドニア語: Левото, ラテン文字転写: Levoto)
- レスノト・オロ（マケドニア語版）(マケドニア語: Лесното оро, ラテン文字転写: Lesnoto oro)
- リソライ・オロ（マケドニア語版）(マケドニア語: Лисолај оро, ラテン文字転写: Lisolaj oro)

### М
- マレシェブカ(マケドニア語: Малешевка, ラテン文字転写: Maleševka)
- マシュコト(マケドニア語: Машкото, ラテン文字転写: Maškoto)

### Н
- ネベスティンスコ(マケドニア語: Невестинско, ラテン文字転写: Nevestinsko)

### О
- オヴチェポルスカ(マケドニア語: Овчеполско, ラテン文字転写: Ovčepolsko)
- オデノ・オロ(マケドニア語: Одено Оро, ラテン文字転写: Odeno oro)
- オロト・ポチナ（マケドニア語版）(マケドニア語: Орото почна, ラテン文字転写: Oroto počna)[4]
- オソゴヴカ（英語版、マケドニア語版）(マケドニア語: Осоговка, ラテン文字転写: Osogovka)
- オフリドゥスカ・デヴェトルカ(マケドニア語: Охридска деветорка, ラテン文字転写: Ohridska devetorka)

### П
- パイデュシュコ・オロ（英語版、マケドニア語版）(マケドニア語: Пајдушко, ラテン文字転写: Pajduško oro)：パイデュシュコト(マケドニア語: Пајдушкото)と同じ）
- ペンベ（英語版、マケドニア語版）(マケドニア語: Пембе, ラテン文字転写: Pembe)
- ポブラテノ（英語版、マケドニア語版）(マケドニア語: Повратено, ラテン文字転写: Povrateno)
- ポトルチャノ（マケドニア語版）(マケドニア語: Потрчано, ラテン文字転写: Potrčano)
- ポトルチュルカ（英語版、マケドニア語版）(マケドニア語: Потрчулка, ラテン文字転写: Potrčulka)
- ポヴァルダリエ(マケドニア語: Повардарие, ラテン文字転写: Povardarie)[5]
- ポストゥパーノ・オロ（マケドニア語版）(マケドニア語: Поступано оро, ラテン文字転写: Postupano oro)
- プラヴォト(マケドニア語: Правото, ラテン文字転写: Pravoto)
- プラヴォ・ティクヴェシュコ(マケドニア語: Право Тиквешко, ラテン文字転写: Pravo Tikveško)
- プラヴォト(マケドニア語: Правото, ラテン文字転写: Pravoto)
- プシュテノ（英語版）(マケドニア語: Пуштено, ラテン文字転写: Pušteno)

### Р
- ラテブカ（マケドニア語版）(マケドニア語: Ратевка, ラテン文字転写: Ratevka)
- ルサリ（マケドニア語版）(マケドニア語: Русалии, ラテン文字転写: Rusalii)

### С
- セデンカ(マケドニア語: Седенка, ラテン文字転写: Sedenka)
- スクドゥリンカ（英語版、マケドニア語版）(マケドニア語: Скудринка, ラテン文字転写: Skudrinka)
- スタロティクヴェシュコ（英語版）(マケドニア語: Старотиквешко, ラテン文字転写: Starotikveško)
- スヴァドバルスコ（英語版）(マケドニア語: Свадбарско, ラテン文字転写: Svadbarsko)

### Т
- テシュコト（マケドニア語版）(マケドニア語: Тешкото, ラテン文字転写: Teškoto)
- ティクヴェシュコ(マケドニア語: Тиквешко, ラテン文字転写: Tikveško)
- トパンスコ(マケドニア語: Топанско, ラテン文字転写: Topansko)
- トレセニッツア（英語版、マケドニア語版）(マケドニア語: Тресеница, ラテン文字転写: Tresenica)
- トスカ(マケドニア語: Тоска, ラテン文字転写: Toska)
- トロプナロ・オロ（マケドニア語版）(マケドニア語: Тропнало оро, ラテン文字転写: Tropnalo oro)

### Ц
- ツルノゴルカ（英語版、マケドニア語版）(マケドニア語: Црногорка, ラテン文字転写: Crnogorka)
- ツルピ・ボダ、ヤノ（英語版、マケドニア語版）(マケドニア語: Црпи вода, Јано, ラテン文字転写: Crpi voda, Jano)

### Ч
- チャムチェト（マケドニア語版）(マケドニア語: Чамчето, ラテン文字転写: Čamčeto)
- チュプルリカ(マケドニア語: Чупурлика, ラテン文字転写: Čupurlika)
- チュチュク(マケドニア語: Чучук, ラテン文字転写: Čučuk)

### Ш
- ショプカ（英語版、マケドニア語版）(マケドニア語: Шопка, ラテン文字転写: Šopka)

### 地域別
- 西地域（マケドニア語版）
  - テシュコト（マケドニア語版）
  - ネベスティンスコ
  - チャムチェト（マケドニア語版）

- 南西地域（マケドニア語版）
  - ベランチェ（マケドニア語版）(マケドニア語: Беранче, ラテン文字転写: Beranče)

- 南地域（マケドニア語版）
  - バイラチェ（マケドニア語版）
  - レヴォト（マケドニア語版）

- 北地域（マケドニア語版）
  - ドラチェブカ（マケドニア語版）
  - ポトルチャノ（マケドニア語版）
  - ポブラテノ（英語版、マケドニア語版）

- 東地域（マケドニア語版）
  - コパチカ
  - ポトルチュルカ（英語版、マケドニア語版）
  - ラテブカ（マケドニア語版）
  - オソゴヴカ（英語版、マケドニア語版）

## 参考資料
- , list of Macedonian folk dances,　2018年12月12日閲覧
- スコピエのテシュコトの記念碑,　2018年12月12日閲覧
- , MACEDONIAN FOLK DANCES,　2018年12月12日閲覧